# Edward Victor Appleton
Sir Edward Victor Appleton, angleški fizik, * 6. september 1892, † 21. april 1965.
Appleton je leta 1947 prejel Nobelovo nagrado za fiziko »za raziskave fizike zgornjih plasti ozračja in še posebej za odkritje Appletonove plasti.«